# Donaukommission
Die Donaukommission ist eine internationale Organisation mit den Donauanrainerstaaten als Mitglieder. Das Ziel ist die gemeinsame Regelung der Schifffahrt auf der Donau. Ihren Sitz hat die Donaukommission in Budapest.

## Organisation
Die Donaukommission arbeitet eng mit dem Binnenverkehrsausschuss der Wirtschaftskommission für Europa der Vereinten Nationen (ECE) zusammen. Die Amtssprachen sind Deutsch, Französisch und Russisch. Die Beamten der Kommission genießen Diplomatenstatus.
An der Spitze der Donaukommission stehen die Präsidentin Ljubow Nepop sowie der Vizepräsident Ivan Todorov und die Sekretärin Zsuzsanna Répás. Die Ämter werden im Rotationsprinzip ernannt.
Oberste Funktionäre sind der Generaldirektor, Stellvertreter des Generaldirektors für Entwicklung der Donauschifffahrt und für Verwaltung, der Chefingenieur, sowie die Räte für Nautische Angelegenheiten, Schiffstechnische Angelegenheiten, Angelegenheiten der Instandhaltung der Fahrrinne, Betriebswirtschafts- und Umweltangelegenheiten, Wirtschaftsanalyse und Statistik, Rechtsangelegenheiten, Finanzangelegenheiten, Publikationsangelegenheiten und Öffentlichkeitsarbeit.

## Mitglieder

### Derzeitige Mitglieder und Beobachter

Mitglieder (2023)
Beobachter

Mitglieder der Donaukommission sind folgende Länder:
| Staat              | Streckenlänge an der Donau (km) |
| ------------------ | ------------------------------- |
| Bulgarien          | 471,55                          |
| Deutschland        | 618,30                          |
| Kroatien           | 137,50                          |
| Moldawien / Moldau | 0,57                            |
| Österreich         | 357,50                          |
| Rumänien           | 1075,00                         |
| Serbien            | 587,40                          |
| Slowakei           | 172,10                          |
| Ukraine            | 53,90                           |
| Ungarn             | 417,20                          |

Neben den Mitgliedsländern haben weitere den Beobachterstatus. Diese sind:
- Belgien
- Frankreich
- Georgien / seit 2004 –  Georgien
- Griechenland
- Mazedonien / seit 2020 –  Nordmazedonien
- Montenegro
- Niederlande
- Tschechien
- Türkei
- Zypern

Sowohl Frankreich als auch die Türkei haben bereits seit längerer Zeit Interesse an einer Mitgliedschaft.

### Ehemalige Mitglieder
- Russland (1991–1993) /  Russland (1994–2024)

In Folge des russischen Überfalls auf die Ukraine und den damit verbundenen Angriffen Russlands auf Ziele am Unterlauf der Donau beschlossen die verbleibenden Mitglieder, Russland mit Wirkung vom 1. März 2024 nicht mehr als Vertragspartei des Belgrader Übereinkommens anzusehen.
Mehrere der ursprünglichen Vertragsstaaten des Belgrader Übereinkommens existieren heute nicht mehr bzw. sind in andere Staaten aufgegangen:
- Tschechoslowakei (1949–1992)
- Jugoslawien /  Serbien und Montenegro (1949–2006)
- Sowjetunion (1949–1991)
- Ukrainische SSR (1949–1991)

## Geschichte
Die Donaukommission ist der Nachfolger der Europäischen Donaukommission (EDK), die nach dem Pariser Friedensvertrag von 1856 entstand. In der Folge des Ersten Weltkrieges wurde diese Kommission auf der Basis der Versailler Verträge neu belebt. Daneben gründete sich im Jahr 1921 die Internationale Donaukommission (IDK), die ihren Sitz zuerst in Preßburg nahm und 1927 nach Wien verlegt wurde. Die Präsidentschaft der EDK wurde im Wechsel von Vertretern der Anrainerstaaten übernommen.
Schließlich lösten sich die beiden Kommissionen (EDK und IDK) im Jahr 1940 auf, dafür entstand der Flussrat mit Sitz in Bratislava. Die Kriegseinwirkungen führten in den 1940er Jahren zum völligen Erliegen der Schifffahrt auf der Donau, weswegen alle entsprechenden Organe ihre Arbeit einstellten.
Erst am 18. August 1948, nachdem in Belgrad auf sowjetischen Vorschlag ein entsprechendes Übereinkommen über die Regelung der Schifffahrt von ursprünglich sieben Staaten unterzeichnet worden war, gründete sich die Donaukommission neu und siedelte sich in Galați in Rumänien an. Im Jahr 1954 zog die Kommissionsverwaltung nach Budapest. Deutschland und Österreich wurden bei der Gründungskonferenz nicht zugelassen, da sie für den Krieg verantwortlich gemacht wurden. Österreich ist seit 1960 Mitglied. Deutschland konnte auf Grund russischer Vorbehalte erst nach 1999 beitreten.
Große Bedeutung hatte die Donaukommission neben den laufenden Aufgaben im Zuge der Kriegswirren des Balkankonflikts, als die Donau nicht mehr passierbar war. Der Kommission wurde das Projekt Räumung der Donau bei Novi Sad übertragen.